# Bartolomeu Ferraz
Bartolomeu Ferraz de Andrade (século XVI) foi um militar português.

## Biografia
Serviu a João III de Portugal de quem recebeu uma tença.
Deixou-nos carta datada de 7 de janeiro de 1526 ao então Secretário de Estado, António Carneiro, em agradecimento pelas mercês que aquele lhe havia feito, e a dar-lhe conta do que passara com os oficiais da Câmara Municipal de Portalegre.
Cerca de uma década mais tarde recomenda ao soberano a necessidade de se fortificarem as ilhas do arquipélago dos Açores, em virtude da ação de corsários franceses naquela região do oceano Atlântico.
Terá sido sepultado na antiga Igreja de Nossa Senhora da Ajuda, na freguesia da Ajuda, em Lisboa, de acordo com o "Mappa de Portugal Antigo e Moderno", onde se encontra transcrita a inscrição da lápide da sua sepultura no alpendre daquele templo:
"Sepultura do Capitão Bartholomeu Ferraz de Andrade, Coronel que foy no Reino de Infantaria do esclarecido Rey D. João III., e de Isabel de Oliveira sua mulher, e de seus descendentes e herdeiros. 1550."
E a mesma fonte complementa, transcrevendo das "Memórias" do Desembargador Francisco Monteiro Leiria, um trecho de uma petição datada de 8 de março de 1550 ao Cabido de Lisboa:
"Diz Bartholomeu Ferraz de Andrade, Coronel nestes reinos de Portugal, que elle tinha vivido neste mundo mais do que esperava viver, no qual tempo que assim viveu, correo grande parte dele trabalhando por ganhar honra, e fama de suas obras, por ficar dele memoria aos que dele descendessem: e como quer que sempre foy ajudado do Senhor Deos, e da Virgem Maria sua madre, queria ordenar a casa, e morada onde havia de morar para sempre, etc. O Despacho do Cabido foy: Que havendo respeito à sua muita nobreza, e virtude que lhe dá o jazigo dos alpendres de Nossa Senhora da Ajuda."